# Cyrestis superbus
Cyrestis superbus är en fjärilsart som beskrevs av Otto Staudinger 1889. Cyrestis superbus ingår i släktet Cyrestis och familjen praktfjärilar. Inga underarter finns listade i Catalogue of Life.